# Mala Vrbica (gmina miejska Mladenovac)
Mala Vrbica (cyr. Мала Врбица) – wieś w Serbii, w mieście Belgrad, w gminie miejskiej Mladenovac. W 2011 roku liczyła 355 mieszkańców.